# Lumbini

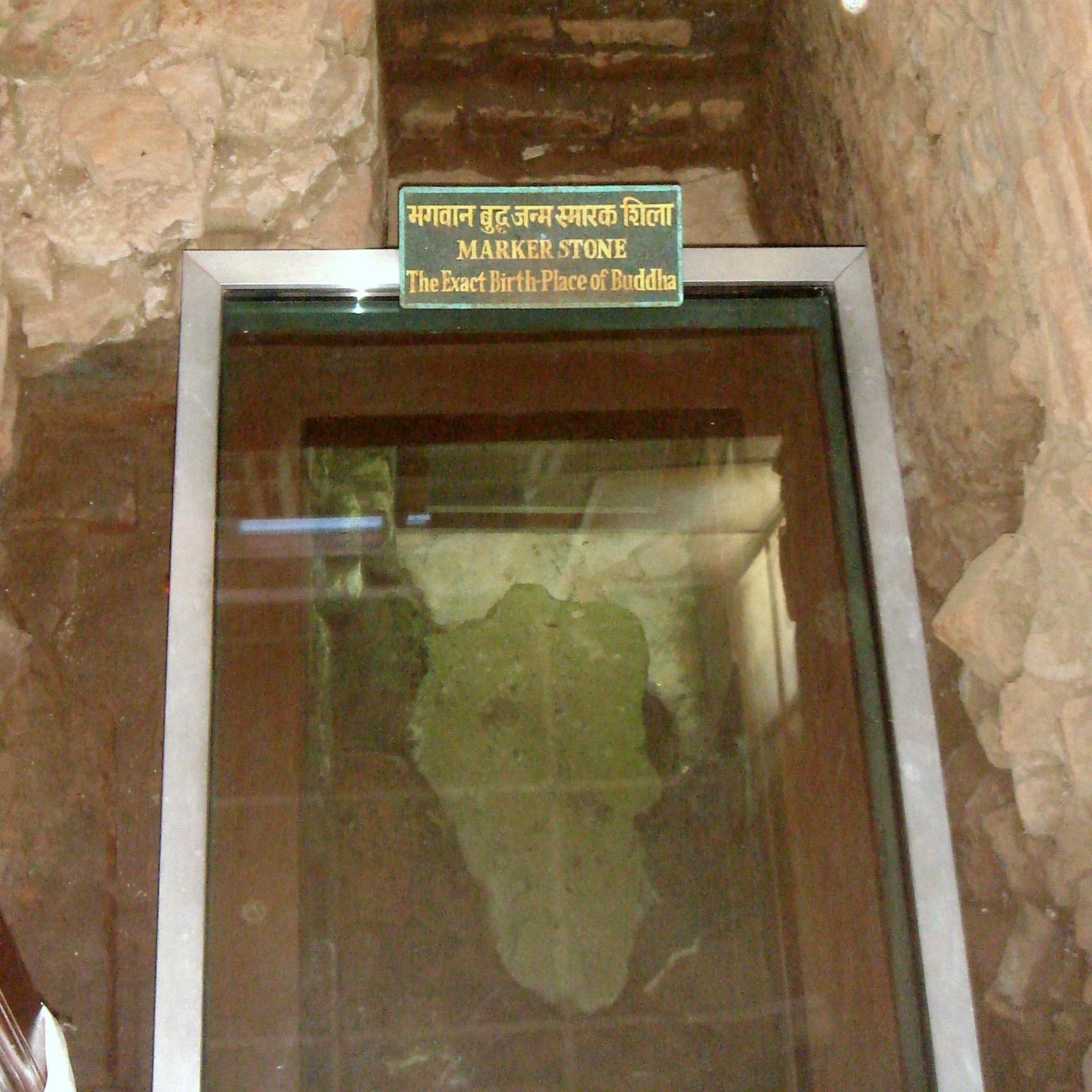
Kamień oznaczający dokładne miejsce narodzin Buddy

Lumbini (sanskr. लुम्बिनी) – miejscowość w południowym Nepalu, w dystrykcie Rupandehi, ośrodek kultu religijnego buddystów – według tradycji miejsce urodzenia Buddy – jedno z czterech świętych miejsc buddyzmu.
W 1997 roku Lumbini zostało wpisane na listę światowego dziedzictwa UNESCO.

## Położenie
Lumbini leży w południowym Nepalu, 22 km na zachód od Siddharthanagar.

## Nazwa
Według tekstów w sanskrycie, nazwa Lumbini pochodzi od babki Buddy, matki królowej Māyādevi – ojciec Māyādevi miał założyć gaj nazwany imieniem żony w połowie drogi między Devadaha a Kapilavastu.

## Historia
Lumbini jest jednym z czterech świętych miejsc buddyzmu.
Zgodnie z tradycją buddyjską Lumbini to miejsce narodzin księcia Siddharthy Gautamy, który stał się Buddą Śakjamunim. Według legendy, brzemienna królowa Māyādevi, żona króla Suddhodany Gotamy, podróżowała do ojczystego królestwa Devadaha, lecz nieoczekiwanie musiała zatrzymać się w drodze, by urodzić dziecko. Zatrzymała się w gaju, gdzie trzymając się gałęzi damarzyka mocnego, urodziła syna na stojąco.
Pierwsze wzmianki o Lumbini jako miejscu narodzin Buddy pochodzą z kanonicznych tekstów buddyjskich Mahāvastu i Lalitavistara z III–IV w. n.e. W III w. p.n.e. (249 p.n.e.) cesarz Maurjów Aśoka (304–232 p.n.e.) odbył pielgrzymkę do Lumbini i polecił postawienie kolumny, by upamiętnić swoją wizytę. Na kolumnie zachowała się inskrypcja identyfikująca Lumbini jako miejsce narodzin Buddy.
Informacje o Lumbini zachowały się w dziełach chińskich podróżników Faxiana (337–422) i Xuanzanga (602–664). W XIV w. król Khasy Ripu Malla upamiętnił swoją pielgrzymkę do Lumbini, dodając inskrypcje na kolumnie Aśoki.
Z nieznanych przyczyn pielgrzymki do Lumbini ustały w XV wieku. Świątynie zostały stopniowo opuszczone i popadły w ruinę. Lumbini zostało ponownie odkryte w 1896 roku przez niemieckiego indologa Aloisa Antona Führera (1853–1930) i gubernatora Palpy Khadgę Samshera, którzy znaleźli kolumnę Aśoki. W następnych dziesięcioleciach przeprowadzono tu liczne badania archeologiczne, m.in. Archaeological Survey of India przeprowadziła tu dwie kampanie archeologiczne w latach 1932–1939. Od 1972 roku prowadzone są tu systematyczne prace badawcze i konserwatorskie. W latach 1992–1996 prace prowadziła Japońska Federacja Buddystów (ang. Japanese Buddhist Federation, JBF) wraz z UNESCO, w wyniku których odkryto charakterystyczny kamień, interpretowany przez wielu akademików jako oznaczenie dokładnego miejsca narodzin Buddy.
Wyniki prac archeologicznych z początku XXI w. świadczą o religijnym znaczeniu miejsca w pierwszym tysiącleciu przed naszą erą. Odkryto wówczas m.in. pozostałości świątyni z VI w. p.n.e. – uważanej za najstarsze odkryte dotychczas święte miejsce buddyzmu.
W 1997 roku Lumbini zostało wpisane na listę światowego dziedzictwa UNESCO.

## Opis
W Lumbini znajdują się:
- pozostałości świątyni Māyādevi – pierwsza świątynia Māyādevi została wzniesiona w okresie przed wizytą cesarza Aśoki[4][9]. Ostatnia świątynia, zbudowana w latach 30. XX w., została rozebrana w latach 90. XX w., by ułatwić prace archeologiczne[4][10]. W 2002 roku nad ruinami starożytnej świątyni Māyādevi wzniesiono pawilon, by zapewnić ochronę przed wiatrem i deszczem[12].
- zbiornik wodny – miejsce kąpieli królowej Māyādevi przed porodem[4].
- kolumna Aśoki – kolumna z czerwonego piaskowca z Chunaru (III w. p.n.e.) z inskrypcją upamiętniającą pielgrzymkę cesarza Aśoki oraz XIV-wieczną inskrypcją króla Khasy Ripu Malla[4]. Inskrypcja Aśoki składa się z 90 znaków w języku palijskim zapisanych pismem brahmi[7].
- „kamień oznaczający miejsce narodzin Buddy” (ang. Marker Stone) – charakterystyczny kamień, interpretowany przez wielu akademików jako oznaczenie dokładnego miejsca narodzin Buddy[10].
- pozostałości klasztorów buddyjskich z III–V w. p.n.e.[4]
- pozostałości stup buddyjskich z okresu od III w. p.n.e. do XV w. n.e.[4]